# قائمة أنواع الهديومة
يوجد عدة أنواع من جنس الهديومة:
- هديومة بلجيانية
- هديومة بيضاوية الأوراق
- هديومة جبلية
- هديومة جميلة
- هديومة حلوة
- هديومة دقيقة الأهداب
- هديومة دورموندية
- هديومة رقيقة الأزهار
- هديومة ريحانية
- هديومة زوفية الأوراق
- هديومة سنديانية
- هديومة شعثاء
- هديومة صغيرة الأوراق
- هديومة ضرمية
- هديومة ضئيلة
- هديومة فلفلية
- هديومة قزمة
- هديومة قنابية
- هديومة كثيرة الأزهار
- هديومة لينة
- هديومة مبهجة
- هديومة متعددة الأزهار
- هديومة متقابلة الذرى
- هديومة متوسطة
- هديومة مخددة
- هديومة مرهفة الجذع
- هديومة مسننة
- هديومة مشعرة
- هديومة مطوية
- هديومة مغزرية الأوراق
- هديومة مفرضة
- هديومة مفلطحة الأوراق
- هديومة منتشرة
- هديومة منفتحة
- (الاسم العلمي:Hedeoma chihuahuensis)
- (الاسم العلمي:Hedeoma irvingii)
- (الاسم العلمي:Hedeoma johnstonii)
- (الاسم العلمي:Hedeoma mandoniana)
- (الاسم العلمي:Hedeoma martirensis)
- (الاسم العلمي:Hedeoma matomianum)
- (الاسم العلمي:Hedeoma palmeri)
- (الاسم العلمي:Hedeoma patrina)
- (الاسم العلمي:Hedeoma reverchonii)
- (الاسم العلمي:Hedeoma rzedowskii)
- (الاسم العلمي:Hedeoma serpyllifolia)
- (الاسم العلمي:Hedeoma todsenii)
- (الاسم العلمي:Hedeoma celeste)
- (الاسم العلمي:Hedeoma matomiana)
- (الاسم العلمي:Hedeoma organensis)